# Natt på museet
Natt på museet (originaltitel: Night at the Museum) är en amerikansk komedifilm från 2006, regisserad av Shawn Levy. Filmen hade biopremiär i Sverige den 2 februari 2007 och släpptes på DVD den 4 juli 2007 i Sverige. Filmen är tillåten från 7 år.

## Handling
Filmen utspelar sig i New York, och handlar om Larry Daley (Ben Stiller), en frånskild förälder, som aldrig lyckas behålla sitt jobb. Han vill desperat vinna sin son Nicks (Jake Cherry) stöd, eftersom han fruktar att Nick börjar se upp till sin styvpappa Don (Paul Rudd). 
Efter att Larry blivit sparkad söker han ett jobb på det amerikanska naturhistoriska museet, och får jobbet som nattvakt.
Men vad han inte vet är att allt på museet kommer till liv på natten. Detta blir en stor överraskning för Larry, som förväntar sig ett tyst, orörligt museum.
Han träffar bl.a. Theodore Roosevelt (Robin Williams), en lekfull Tyrannosaurus rex och ett gäng neandertalare.
Teddy Roosevelt berättar för honom att farao Ahkmenrah (Rami Malek) äger en gyllene tavla, som följde med honom när hans mumie och ägodelar hamnade på museet. Det är denna gyllene tavla som gör så att allt kommer till liv.

### Tagline
Allt kommer till liv.

## Produktionen
Natt på museet regisserades av Shawn Levy. Manusförfattare är Ben Garant och Thomas Lennon, som baserat sitt manus på Natten på Museet (1993), en barnbok skriven av Milan Trenc. Filmen släpptes i USA den 22 december 2006.

## Roller

### Rollista (urval)
- Ben Stiller - Larry Daley
- Carla Gugino - Rebecca Hutman
- Dick Van Dyke - Cecil Fredericks
- Mickey Rooney - Gus
- Bill Cobbs - Reginald
- Jake Cherry - Nick Daley
- Ricky Gervais - Professor Leslie McPhee
- Robin Williams - Theodore "Teddy" Roosevelt
- Kim Raver - Erica Daley, Larrys exfru
- Patrick Gallagher - Hunnerhövdingen Attila
- Rami Malek - Farao Ahkmenrah
- Pierfrancesco Favino - Christopher Columbus
- Charlie Murphy - Taxichaufför
- Owen Wilson - Jedediah Smith
- Steve Coogan - Octavius
- Mizuo Peck - Sacajawea
- Paul Rudd - Don, Nicks styvfar
- Ann Meara - Arbetsförmedlaren Debbie
- Brad Garrett - Påsköhuvud
- Martin Christopher - Lewis
- Martin Sims - Clark
- Crystal the Monkey - Dexter

### Svenska röster
- Jonas Malmsjö - Larry Daley
- Maria Rydberg - Rebecca Hutman
- Torsten Wahlund - Cecil Fredericks
- Sten Johan Hedman - Gus
- Björn Granath - Reginald
- Simon Sjöquist - Nick Daley
- Kristian Ståhlgren - Professor Leslie McPhee
- Roger Storm - Theodore "Teddy" Roosevelt
- Vanna Rosenberg - Erica Daley, Larrys exfru
- Peter Sjöquist - Hunnerhövdingen Attila
- Joakim Jennefors - Farao Ahkmenrah
- Ole Ornered - Christopher Columbus
- Fred Johanson - Taxichaufför
- Jakob Stadell - Jedediah Smith
- Magnus Mark - Octavius
- Vivian Cardinal - Sacajawea
- Leo Hallerstam - Don, Nicks styvfar
- Irene Lindh - Arbetsförmedlaren Debbie
- Adam Fietz - Påsköhuvud